# Навахо (округ, Аризона)
Шаблон:StateAbbr_ 35°29′52″ пн. ш. 110°17′23″ зх. д. / 35.497777777778° пн. ш. 110.28972222222° зх. д.
Округ Навахо (англ. Navajo County) — округ (графство) у штаті Аризона. Ідентифікатор округу 04017.

## Історія
Округ утворений 1895 року.

## Демографія
За даними перепису
2000 року
загальне населення округу становило 97470 осіб, зокрема міського населення було 40296, а сільського — 57174.
Серед мешканців округу чоловіків було 48427, а жінок — 49043. В окрузі було 30043 домогосподарства, 23069 родин, які мешкали в 47413 будинках.
Середній розмір родини становив 3,68.
Віковий розподіл населення поданий у таблиці:
| Стать    | До 15 років | 15-21 | 22-29 | 30-39 | 40-49 | 50-65 | 65-85 | Понад 85 |
| -------- | ----------- | ----- | ----- | ----- | ----- | ----- | ----- | -------- |
| Чоловіки | 14339       | 5977  | 4356  | 6296  | 6353  | 6568  | 4225  | 313      |
| Жінки    | 14165       | 5481  | 4158  | 6285  | 6482  | 7252  | 4720  | 500      |

## Суміжні округи
- Сан-Хуан, Юта — північ
- Апачі — схід
- Грем — південь
- Гіла — південний захід
- Коконіно — захід

## Виноски
1. ↑  American FactFinder. Бюро перепису населення США. Архів оригіналу за 26 лютого 2012. Процитовано 31 січня 2008.

| США | Це незавершена стаття з географії США. Ви можете допомогти проєкту, виправивши або дописавши її. |